# Świętobor I
Świętobor I (ur. ok. 1351, zm. 21 czerwca 1413) – książę szczeciński w latach 1372–1413, syn Barnima III Wielkiego i Agnieszki.

## Życie i panowanie
Od 1372 do przełomu lat 1404/1405 współrządził wraz z bratem Bogusławem VII księstwem szczecińskim, a po jego śmierci objął samodzielne rządy. W 1394 wyprawił się wraz z wojskiem do Pragi, aby uwolnić króla Wacława IV. Prawdopodobnie w tym samym roku kupił (wedle innej wersji otrzymał) od Wacława Beeskow w Nowej Marchii. Na przełomie 1395/1396 utracił to władztwo, jednak książęta szczecińscy jeszcze przez prawie sto lat zgłaszali pretensje do tego obszaru.
Prowadził chwiejną politykę pomiędzy zakonem krzyżackim, Wielkim Księstwem Litewskim a Koroną Królestwa Polskiego. Orientację polityczną zmieniał w zależności od możliwych korzyści i zaciąganych pożyczek. Przykładem może być forsowanie syna Ottona II na stolec arcybiskupi w Rydze (sojusz z 10 września 1395) lub wystawienie 600 rycerzy pod wodzą młodszego syna Kazimierza V do bitwy pod Grunwaldem przeciwko wojskom polsko-litewskim.
W latach 1409–1411 z upoważnienia margrabiego Brandenburgii Jodoka z Moraw był margrabią Marchii Środkowej ze stolicą w Berlinie. W 1411 margrabia brandenburski Zygmunt Luksemburski ustanowił nowego zarządcę Marchii Środkowej Fryderyka Hohenzollerna, Świętobor jednak do końca życia nie zrzekł się roszczeń do tych obszarów.
W 1374 na mocy małżeństwa Świętobor nabył zamki i miasta Königsberg, Schildeck, Kissige, Nüdlingen w Dolnej Frankonii oraz Altdorf, Heroldsberg i Brugen z przyległymi wsiami. Nie interesował się jednak tymi posiadłościami i w latach 1391-1394 sprzedał je mieszczanom norymberskim, palatynowi reńskiemu Ruprechtowi II i biskupowi Würzburga Gerhardowi ze Schwarzburga.
Zmarł 21 czerwca 1413. Pochowano go w opactwie cystersów w Kołbaczu.

## Rodzina

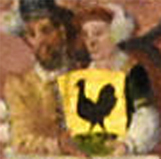
Świętobor I z żoną Anną na obrazie z 1598 r.

Świętobor I prawdopodobnie 17 września 1374 poślubił Annę, córkę Albrechta Pięknego, burgrabiego Norymbergi i Zofii, córki Henryka VIII, hrabiego Hennebergu. Ze związku małżeńskiego miał czworo dzieci:
- Albrechta (ur. najp. ok. 1379, zm. p. najp. 29 maja 1412) – mnicha?,
- Ottona II (ur. ok. 1380, zm. 27 marca 1428) – księcia szczecińskiego,
- Kazimierza V (ur. ok. 1381, zm. w okr. 5 maja–10 grudnia 1434) – księcia szczecińskiego,
- Małgorzatę (ur. 1375? lub w okr. 1383–1385, zm. najp. 1467) – żonę Ulryka I, księcia meklemburskiego na Stargardzie[11].

Śmierć Anny nastąpiła pomiędzy 18 kwietnia a 17 października 1391. Według W. H. Meyera Świętobor miał następnie poślubić Zofię, córkę Henryka IX, hrabiego Hennebergu. Edward Rymar, genealog nie wyklucza jej istnienia lecz również nie popiera poglądu, z uwagi na to, że znane są trzy córki Henryka IX, wśród, których imię Zofii nie występuje. Dalsze poszukiwania filiacji rzekomej hrabianki, z innymi przedstawicielami znanych rodów europejskich, nie dały jednoznacznej odpowiedzi badaczowi na wskazanie odpowiedniego rodowodu.  

### Genealogia
| Otton I ur. w okr. 1 I–31 VIII 1279 zm. 30 lub 31 XII 1344 | Otton I ur. w okr. 1 I–31 VIII 1279 zm. 30 lub 31 XII 1344 |                                                                         |                                                                         | Elżbieta (Elisabeta Suerinensis) ur. ok. 1280 zm. 20 VII 1319 | Elżbieta (Elisabeta Suerinensis) ur. ok. 1280 zm. 20 VII 1319 |  |  | Henryk II Grecki ur. 1289 zm. 1351 | Henryk II Grecki ur. 1289 zm. 1351 |                                                    |                                                    | Jutta (Judyta) brandenburska ur. ? zm. ? | Jutta (Judyta) brandenburska ur. ? zm. ? |
|                                                            |                                                            |                                                                         |                                                                         |                                                               |                                                               |  |  |                                    |                                    |                                                    |                                                    |                                          |                                          |
|                                                            |                                                            |                                                                         |                                                                         |                                                               |                                                               |  |  |                                    |                                    |                                                    |                                                    |                                          |                                          |
|                                                            |                                                            | Barnim III Wielki ur. przed 1300 bądź w okr. 1303–1304 zm. 24 VIII 1368 | Barnim III Wielki ur. przed 1300 bądź w okr. 1303–1304 zm. 24 VIII 1368 |                                                               |                                                               |  |  |                                    |                                    | Agnieszka ur. na przeł. 1318/1319 zm. po 2 VI 1371 | Agnieszka ur. na przeł. 1318/1319 zm. po 2 VI 1371 |                                          |                                          |
|                                                            |                                                            |                                                                         |                                                                         |                                                               |                                                               |  |  |                                    |                                    |                                                    |                                                    |                                          |                                          |
|                                                            |                                                            |                                                                         |                                                                         |                                                               |                                                               |  |  |                                    |                                    |                                                    |                                                    |                                          |                                          |
|                                                            |                                                            |                                                                         |                                                                         |                                                               |                                                               |  |  |                                    |                                    |                                                    |                                                    |                                          |                                          |

|                                                    |                                                    | 1 Anna Hohenzolern ur. zap. 1360 zm. w okr. 18 IV–17 X 1391 OO p. 17 IX 1374 | 1 Anna Hohenzolern ur. zap. 1360 zm. w okr. 18 IV–17 X 1391 OO p. 17 IX 1374 | Świętobor I (ur. ok. 1351, zm. 21 VI 1413)          | Świętobor I (ur. ok. 1351, zm. 21 VI 1413)          | 2 Zofia? ur. ? zm. ? OO najwcz. 1391                     | 2 Zofia? ur. ? zm. ? OO najwcz. 1391                     |  |  |
|                                                    |                                                    |                                                                              |                                                                              |                                                     |                                                     |                                                          |                                                          |  |  |
|                                                    |                                                    |                                                                              |                                                                              |                                                     |                                                     |                                                          |                                                          |  |  |
|                                                    | 1                                                  |                                                                              | 1                                                                            |                                                     | 1                                                   |                                                          | 1                                                        |  |  |
| Albrecht ur. najp. ok. 1379 zm. p. najp. 29 V 1412 | Albrecht ur. najp. ok. 1379 zm. p. najp. 29 V 1412 | Otton II ur. ok. 1380 zm. 27 III 1428                                        | Otton II ur. ok. 1380 zm. 27 III 1428                                        | Kazimierz V ur. ok. 1381 zm. w okr. 5 V–10 XII 1434 | Kazimierz V ur. ok. 1381 zm. w okr. 5 V–10 XII 1434 | Małgorzata ur. 1375? lub w okr. 1383–1385 zm. najp. 1467 | Małgorzata ur. 1375? lub w okr. 1383–1385 zm. najp. 1467 |  |  |

### Opracowania
- Kazimierz Kozłowski, Jerzy Podralski, Gryfici. Książęta Pomorza Zachodniego, Szczecin: Krajowa Agencja Wydawnicza, 1985, ISBN 83-03-00530-8, OCLC 189424372. Brak numerów stron w książce
- Edward Rymar, Rodowód książąt pomorskich, Szczecin: Książnica Pomorska im. Stanisława Staszica, 2005, ISBN 83-87879-50-9, OCLC 69296056. Brak numerów stron w książce
- Szymański J.W., Książęcy ród Gryfitów, Goleniów – Kielce 2006, ISBN 83-7273-224-8.
- Zdrenka J., Włości szczecińskie we Frankonii 1374-1400. Historia i dokumenty = Stettiner Landbesitz in Franken 1374-1400. Geschichte und Urkunden, Gdańsk 2004.

### Literatura dodatkowa (online)
- Madsen U., Swantibor I. Herzog von Pommern-Stettin ab 1368 (niem.), [dostęp 2012-07-02].
- Wehrmann M., Swantibor III., Herzog von Pommern-Stettin (niem.) [w:] NDB, ADB Deutsche Biographie (niem.), [dostęp 2012-07-02].